# Suldental

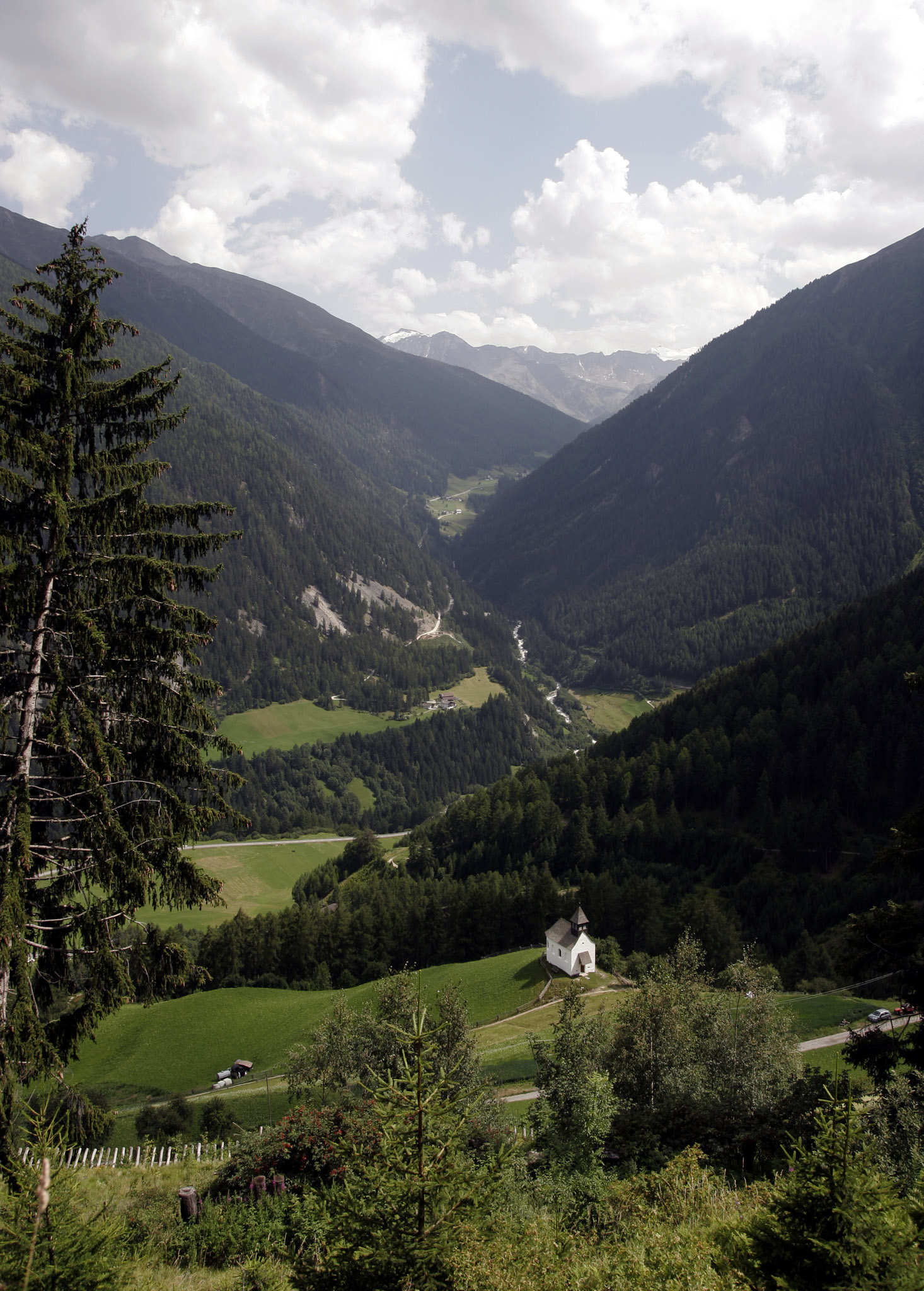
Blick ins innere Suldental von Stilfs aus

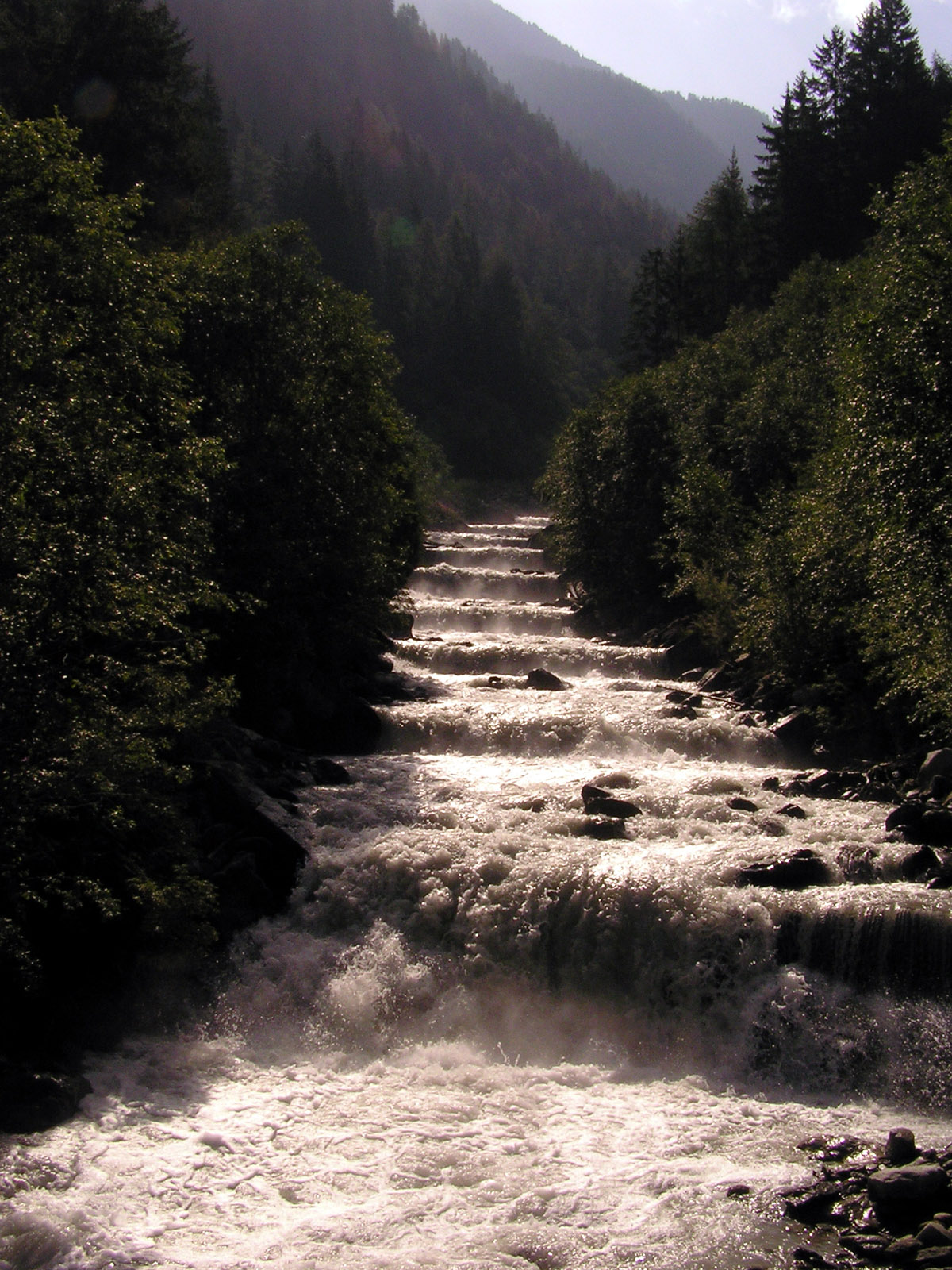
Der Suldenbach kurz vor der Einmündung des Trafoier Bachs

Das Suldental (italienisch Val di Solda) ist ein Gebirgstal in den Ortler-Alpen in Südtirol. Es handelt sich um ein südseitiges, rechtes Seitental des Vinschgaus bzw. oberen Etschtals. Es ist zur Gänze Bestandteil des Nationalparks Stilfserjoch. Administrativ gehört der größte Teil zur Gemeinde Stilfs, nur kleinere Bereiche am Talausgang liegen im Gemeindegebiet von Prad.
Das vom gletschergespeisten Suldenbach durchflossene Tal zweigt beim Dorf Prad grob in südliche Richtung vom Vinschgau ab, begleitet ostseitig von den Laaser Bergen und westseitig zunächst vom Chavalatschkamm. In seinem untersten Abschnitt bietet es auf einer westseitig erhöht gelegenen Terrasse dem Dorf Stilfs Platz. Weiter taleinwärts löst sich bei Gomagoi (1250 m) das Trafoital, das von hier in südwestliche Richtung zum Stilfser Joch führt. Die untere Hälfte des Suldentals ist durch die SS 38 für den Kraftverkehr erschlossen, die obere ab Gomagoi durch die SS 622, die eine Steigung von bis zu 13 % aufweist. Der Ort Sulden liegt nahe dem Talschluss unter den Hochgipfeln des Ortler-Hauptkamms auf einer Höhe von rund 1900 m. Der Talkessel, in dem Sulden liegt, wird im Südwesten von den höchsten Bergen der Alpen östlich der Berninagruppe, dem Ortler (3905 m) und der Königspitze (3859 m), begrenzt. Auch die übrigen Gipfel der Ortler-Alpen rund um Sulden übersteigen die 3000-m-Marke zum Teil deutlich.

## Wanderziele
Lohnende Wanderziele von Sulden aus mit eindrucksvollem Blick auf den stark vergletscherten Hauptkamm der Ortlergruppe sind
- die Düsseldorfer Hütte (auch Zaytalhütte) (Rifugio A. Serristori, 2724 m),
- die Schaubachhütte (Rifugio Città di Milano, 2573 m) und
- die Hintergrathütte (Rifugio d. Coston, 2661 m).

Eindrucksvolle Nahblicke in die gewaltigen Wände des Ortler erhält man dagegen auf den anspruchsvolleren Wanderungen
- zur Tabarettahütte (2556 m) und
- zur Payerhütte (3029 m).